# Парз
Парз (Парзлич, Парз Ліч; вірм. Պարզ լիճՊարզ լիճ — «Ясне» або «Прозоре озеро») — невелике озеро у Вірменії, розташоване в Тавушській області, на схід від Дилижана, у Діліжанському національному парку, на висоті 1334 метри над рівнем моря.
Обсяг озера становить 0,08 млн. м3, площа дзеркала — 0,03 км². Озеро розкинулося в неглибокій долині між лісистими увалами і має видовжену форму, довжина досягає 385 м, ширина — 85 м, глибина — понад 5 м.
|  |